# Vlierbladmijt
De vlierbladmijt (Epitrimerus trilobus) is een bladmijt behorend tot de familie Eriophyidae (Galmijt). Het komt voor in Europa. De mijten voeden zich met de bladeren van de vlier en veroorzaken abnormale plantengroei die bekend staat als gallen. De mijt werd in 1891 beschreven door de Oostenrijkse zoöloog Alfred Nalepa.

## Beschrijving van de gal
Epitrimerus trilobus maakt opwaartse rollen op de bladeren van vlier. De rollen kunnen 1-5 mm  breed, los of strak zijn en kunnen het hele blad bedekken. Als alternatief kunnen jonge bladeren ernstig verfrommeld zijn en niet goed openen. 
De mijten voeden zich met de bladeren, het oppervlak van het blad neemt af en de fotosynthese wordt verminderd, wat kan leiden tot voortijdige bladval. Jonge en kleine bomen die zwaar worden aangevallen, kunnen doodgaan. 
De Vlierluis (Aphis sambuci) veroorzaakt vergelijkbare verwondingen. De mijten verlaten de gallen in de late zomer en brengen de winter door in schorsspleten of knoppen.

## Verspreiding
Epitrimerus trilobus komt voor in Europa en Californië.